# هنري ريد إيمرسون
هنري ريد إيمرسون هو سياسي كندي، ولد في 7 نوفمبر 1883 في دورتشستر في كندا، وتوفي في 21 يونيو 1954. نشط حزبياً في الحزب الليبرالي الكندي. وقد انتخب عضو مجلس الشيوخ الكندي ‏ وانتخب عضو مجلس العموم الكندي.